# روي مارتن (منافس ألعاب قوى)
روي مارتن (بالإنجليزية: Roy Martin)‏ هو منافس ألعاب قوى أمريكي، ولد في 25 ديسمبر 1966 في دالاس في الولايات المتحدة.

## وصلات خارجية
- روي مارتن على موقع الاتحاد الدولي لألعاب القوى (الإنجليزية)
- روي مارتن على موقع أوليمبيديا (الإنجليزية)